# Irlanda en la Copa Mundial de Rugby de 1995
El XV del Trébol fue una de las 16 naciones participantes de la Copa Mundial de Rugby de 1995, que se realizó en Sudáfrica.
La tercera y última participación irlandesa en la era aficionada, vio llegar a la selección penúltima en las tres últimas ediciones del Cinco Naciones y por lo tanto, se creía en una eliminación contra Gales en la primera fase. Sin embargo, Irlanda cambió el pronóstico y evitó el desastre.

## Plantel

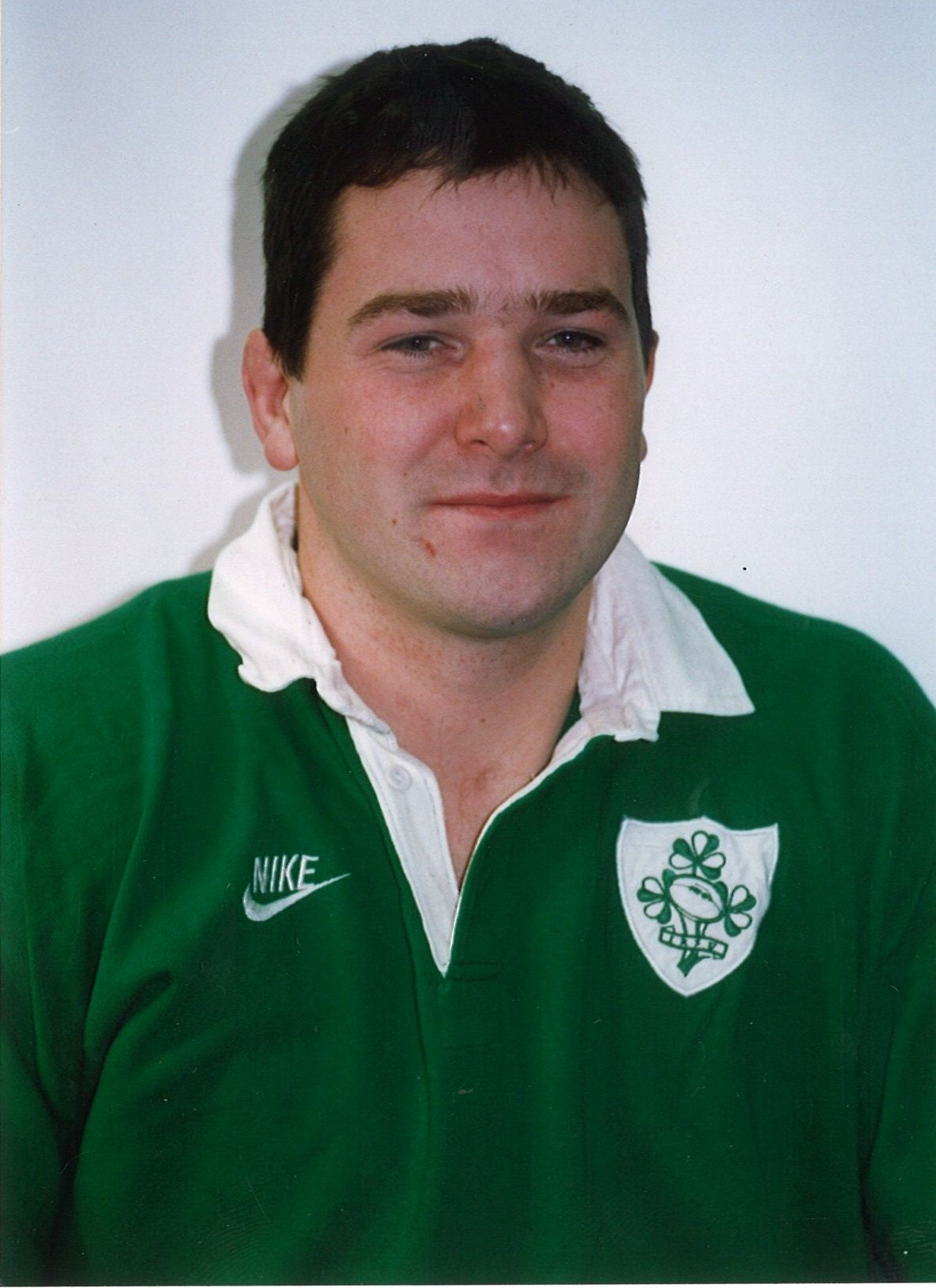
La promesa Foley, fue el jugador más joven del plantel.

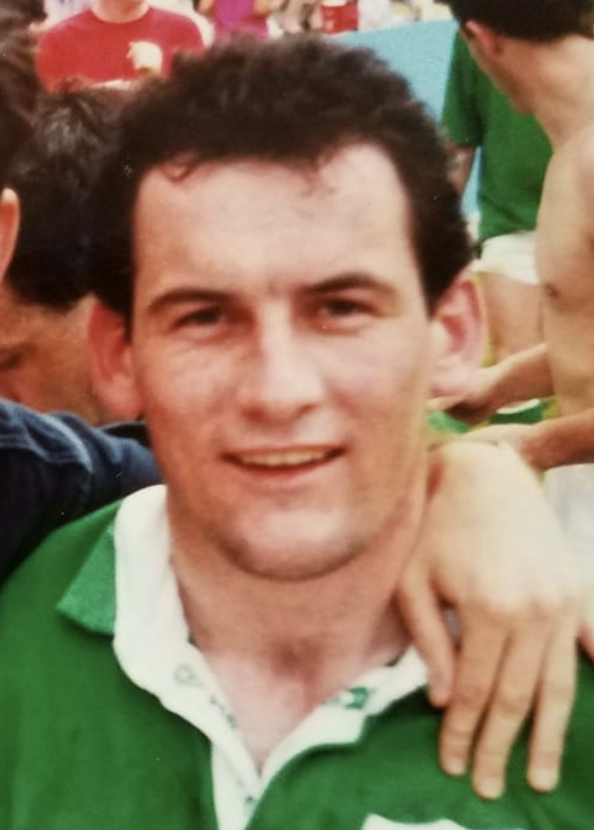
Elwood fue el apertura, había debutado en el Cinco Naciones de ese año.

Tweed fue el último jugador irlandés, nacido en los años 1950, en participar de un mundial.
Las edades son a la fecha del último partido de Irlanda, 10 de junio de 1995.
|                          | Jugador          | Edad    | Posición      | Pruebas | Equipo                   |
| ------------------------ | ---------------- | ------- | ------------- | ------- | ------------------------ |
| Hookers y Pilares        |                  |         |               |         |                          |
|                          | John Fitzgerald  | 33 años | Pilar         | 12      | Munster Rugby            |
| 3                        | Gary Halpin      | 29 años | Pilar         | 8       | London Irish             |
| 2                        | Terry Kingston   | 31 años | Hooker        | 22      | Munster Rugby            |
| 1                        | Nick Popplewell  | 31 años | Pilar         | 29      | Newcastle Falcons        |
|                          | Paul Wallace     | 23 años | Pilar         | 0       | Blackrock College RFC    |
|                          | Keith Wood       | 23 años | Hooker        | 5       | Harlequins FC            |
| Segundas líneas          |                  |         |               |         |                          |
| 5                        | Neil Francis     | 31 años | Segunda línea | 29      | Leinster Rugby           |
| 4                        | Gabriel Fulcher  | 25 años | Segunda línea | 7       | Munster Rugby            |
|                          | Davy Tweed       | 35 años | Segunda línea | 3       | Ulster Rugby             |
| Alas y Octavos           |                  |         |               |         |                          |
| 6                        | David Corkery    | 22 años | Ala           | 4       | Munster Rugby            |
|                          | Anthony Foley    | 21 años | Octavo        | 5       | Munster Rugby            |
|                          | Eddie Halvey     | 24 años | Ala           | 3       | Munster Rugby            |
| 8                        | Paddy Johns      | 27 años | Octavo        | 20      | Ulster Rugby             |
| 7                        | Denis McBride    | 30 años | Ala           | 19      | Ulster Rugby             |
| Medios scrum             |                  |         |               |         |                          |
|                          | Michael Bradley  | 32 años | Medio scrum   | 39      | Munster Rugby            |
| 9                        | Niall Hogan      | 24 años | Medio scrum   | 2       | Terenure College RFC     |
| Aperturas y Centros      |                  |         |               |         |                          |
| 12                       | Jonathan Bell    | 21 años | Centro        | 5       | Ulster Rugby             |
|                          | Paul Burke       | 22 años | Apertura      | 4       | Munster Rugby            |
| 10                       | Eric Elwood      | 26 años | Apertura      | 11      | Connacht Rugby           |
|                          | Maurice Field    | 31 años | Centro        | 6       | Ulster Rugby             |
| 13                       | Brendan Mullin   | 31 años | Centro        | 52      | Leinster Rugby           |
| Fullbacks y Wings        |                  |         |               |         |                          |
| 11                       | Simon Geoghegan  | 26 años | Wing          | 28      | Bath Rugby               |
|                          | Darragh O'Mahony | 22 años | Wing          | 1       | Birmingham Moseley Rugby |
| 15                       | Conor O'Shea     | 24 años | Fullback      | 10      | London Irish             |
|                          | Jim Staples      | 29 años | Fullback      | 17      | Harlequins FC            |
| 14                       | Richard Wallace  | 27 años | Wing          | 17      | Munster Rugby            |
| Entrenador: Gerry Murphy |                  |         |               |         |                          |

## Participación

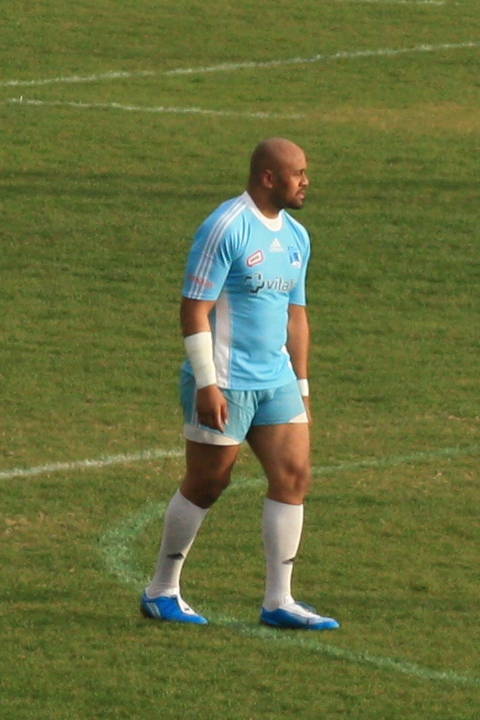
En la zona enfrentaron a la leyenda neozelandesa Jonah Lomu.

Irlanda integró el grupo de la muerte (C), junto a los favoritos All Blacks, la entonces débil Japón y los Dragones rojos.
Debutaron ante la Nueva Zelanda del director Laurie Mains, quien alineó: el capitán Sean Fitzpatrick, Ian Jones, la estrella Mike Brewer, Graeme Bachop, Andrew Mehrtens y la leyenda Jonah Lomu. Cumpliendo el pronóstico, los oceánicos dominaron tranquilamente y ganaron 43–19.
La última prueba definió la clasificación y eliminación ante Gales, del técnico australiano Alec Evans y quien diagramó: John Davies, Derwyn Jones, la estrella Gareth Llewellyn, Robert Jones, el capitán Mike Hall e Ieuan Evans. En un intenso duelo, recordado como uno de los mejores de la rivalidad, los irlandeses vencieron agónicamente por un punto.

### Fase final
Los cuartos los cruzaron ante Les Bleus del entrenador Pierre Berbizier y formaron: Louis Armary, Olivier Roumat, el veterano Marc Cécillon, Fabien Galthié, la leyenda Philippe Sella y el capitán Philippe Saint-André. Pese a irse al descanso por tres puntos abajo, Irlanda no pudo sostener el juego físico de los franceses y fueron eliminados.

## Legado
El técnico Murphy renunció a su cargo tras la eliminación. Fue la última copa del mundo que disputaron los históricos: Bradley, Francis, Mullin, Popplewell y Geoghegan (quien se retiraría obligadamente por lesiones dos años después).
Foley pereció de muerte súbita cardíaca en 2016, mientras que Halpin y Tweed fallecieron en 2021. Se agregan así a la «maldición del mundial 1995», una macabra situación donde han muerto muchos de los jugadores participantes y que no ha sucedido en otros planteles; incluso ni en los de los dos mundiales más longevos.